# Julius Civilis

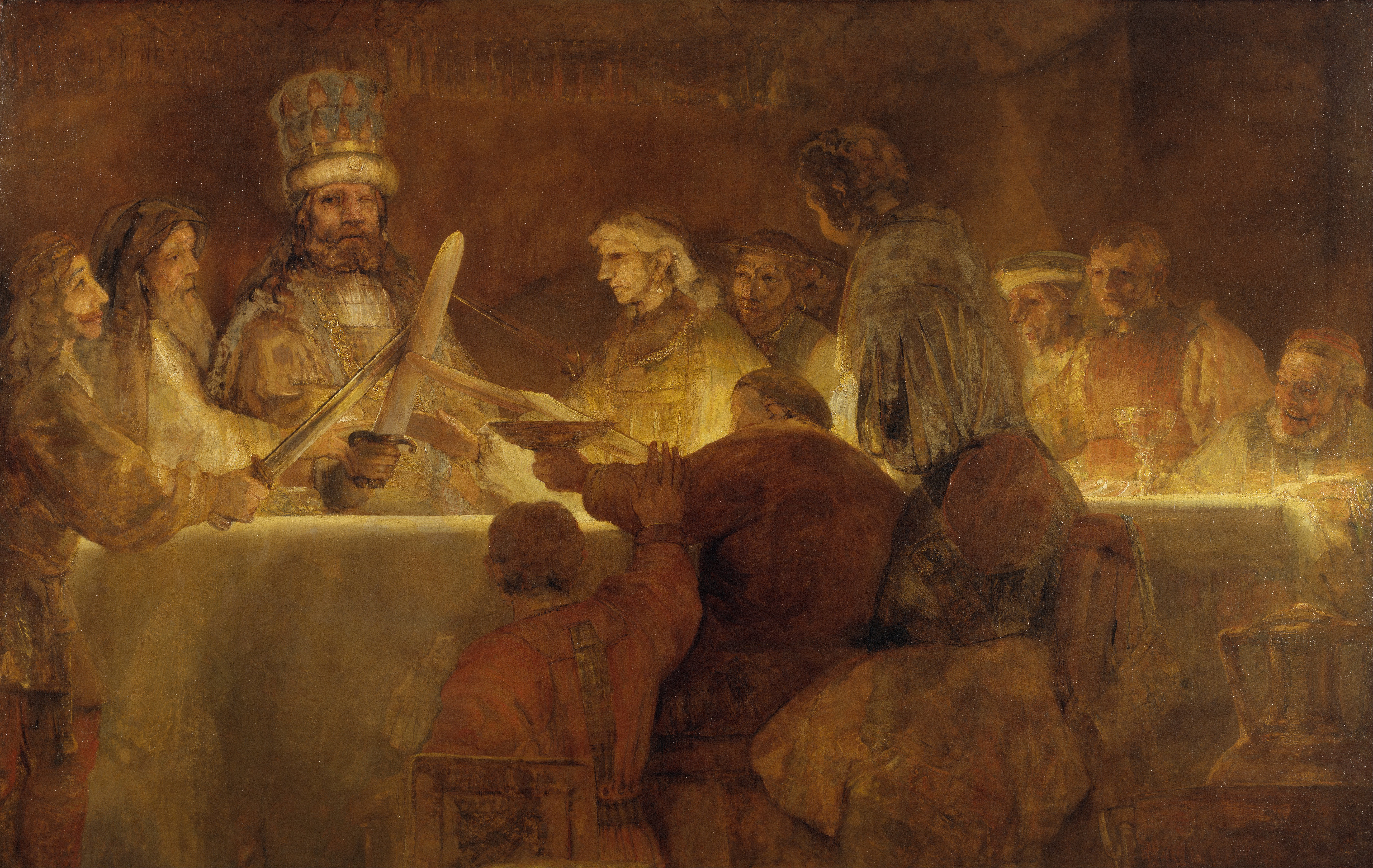
Rembrandts versie van De samenzwering van de Bataven onder Claudius Civilis (1661/1662)

Gaius Julius Civilis  (25 - ?) leidde de opstand van de Bataven tegen de Romeinen in de jaren 69 en 70. De enige kennis over hem komt van de Historiae van de Romeinse schrijver Tacitus. Julius Civilis wordt vaak, waarschijnlijk ten onrechte, aangeduid als Claudius Civilis, omdat hij in de oudste handschriften van Tacitus zo genoemd wordt.

## Civilis' persoonlijke achtergrond

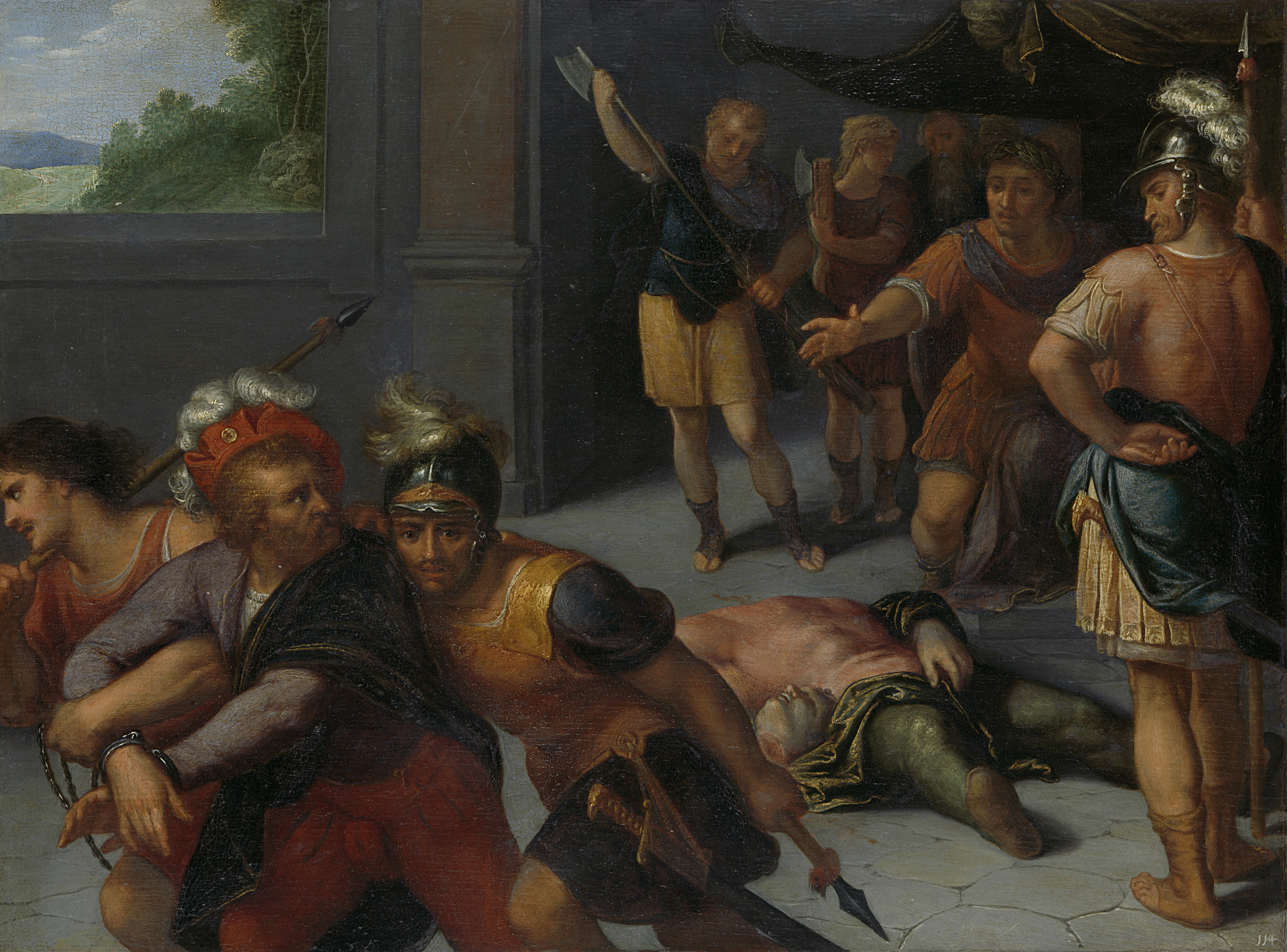
De onthoofding van Julius Paulus en de gevangenneming van Claudius Civilis, Otto van Veen, tussen 1600 en 1613, paneel, Rijksmuseum Amsterdam

Hoewel Civilis van geboorte een Bataaf 'gesproten van koninklijken bloede' was, was hij ook Romeins burger. Hij had al jaren in het Romeinse Rijk gediend toen hij zich tegen zijn broodheer keerde. Volgens Tacitus lagen daar trouwens wat Civilis betreft geen politieke redenen aan ten grondslag.
Aan het einde van de zestiger jaren van de eerste eeuw werden de Bataafse legeraanvoerders en broers Gaius Julius Civilis en Claudius Paulus door Fonteius Capito, de gouverneur van Neder-Germanië, valselijk beschuldigd van rebellie. Waarschijnlijk had dit te maken met de door Vindex geleide opstand in Gallië tegen de regering van Nero. Julius Paulus werd in september 68 daarom vrijwel onmiddellijk door Fonteius Capito geëxecuteerd en Civilis werd naar Rome afgevoerd voor zijn terechtstelling. Julius Civilis zou ongetwijfeld hetzelfde lot hebben ondergaan als zijn broer Paulus wanneer Galba Nero niet als keizer had opgevolgd. Civilis werd vrijgesproken en keerde terug naar het gebied van de Neder-Rijn. Ondanks zijn vrijlating was hij een verbitterd man, en hij zwoer de dood van zijn broer te wreken. Na de dood van Nero werd Fonteius Capito in de herfst van 68 vanwege vermeende coupplannen vermoord. De nieuwe keizer Galba stemde achteraf in met deze daad. Fonteius Capito werd onder keizer Galba vervangen door Vitellius. De moord zelf werd uitgevoerd door de centurio Crispinus, die hiervoor het volgende jaar op aandringen van voormalige legionnairs, die onder Fonteius Capito hadden gediend, werd geëxecuteerd. Na zijn dood eisten deze legionnairs onder Vitellius tevens de executie van Julius Civilis.

## De Bataafse opstand

### Crisis in Rome
Die kans om zich te wreken kreeg hij toen er opnieuw opstanden uitbraken in het Romeinse Rijk. Kort nadat Galba de troon had bestegen riep Aulus Vitellius zich 16 april 69 uit tot keizer, daarbij gesteund door de troepen van Germania Inferior en Superior (grofweg de gebieden ten zuiden en westen van de Rijn). Vitellius kreeg de steun van de Bataven omdat Galba kort daarvoor de Bataafse ruiterij had ontslagen die dienstdeed als keizerlijke wacht. Dit was een enorme vernedering.
Mede met steun van de Nederrijnse legioenen slaagde Vitellius erin zich in Rome tot keizer uit te roepen. Daarmee leek hij zijn doel bereikt te hebben, maar er dreigde gevaar. Vanuit het oosten trok generaal Vespasianus op naar Rome. Ook hij had zich uitgeroepen tot keizer van Rome. Civilis deed het voorkomen alsof hij Vespasianus' partij steunde. Vitellius had daarom meer troepen nodig en gaf de bevelhebber van de Rijnlegers, Marcus Hordeonius Flaccus, het bevel om nog meer dan de al toegezegde soldaten naar Rome te sturen. Flaccus weigerde, maar ook de Bataafse edelen spoorden hun stamgenoten aan om niet in het Romeinse leger dienst te nemen, hoewel de Bataven relatief veel soldaten aan Rome leverden. Civilis nodigde vervolgens de andere edelen uit voor een feestmaal in een heilig woud, een sacrum nemus - en toen de stemming er in zat, begon Civilis aan zijn toespraak. Volgens Tacitus roemde hij het verleden van de Bataven en beschreef hij hoe de relatie met de Romeinen was veranderd van een van gelijkwaardigheid in een van meesters en slaven. Verder somde hij al de onrechtvaardige daden jegens de Bataven op gepleegd door de Romeinen. De opstand tegen de Romeinen was geboren.

### Bataafse successen

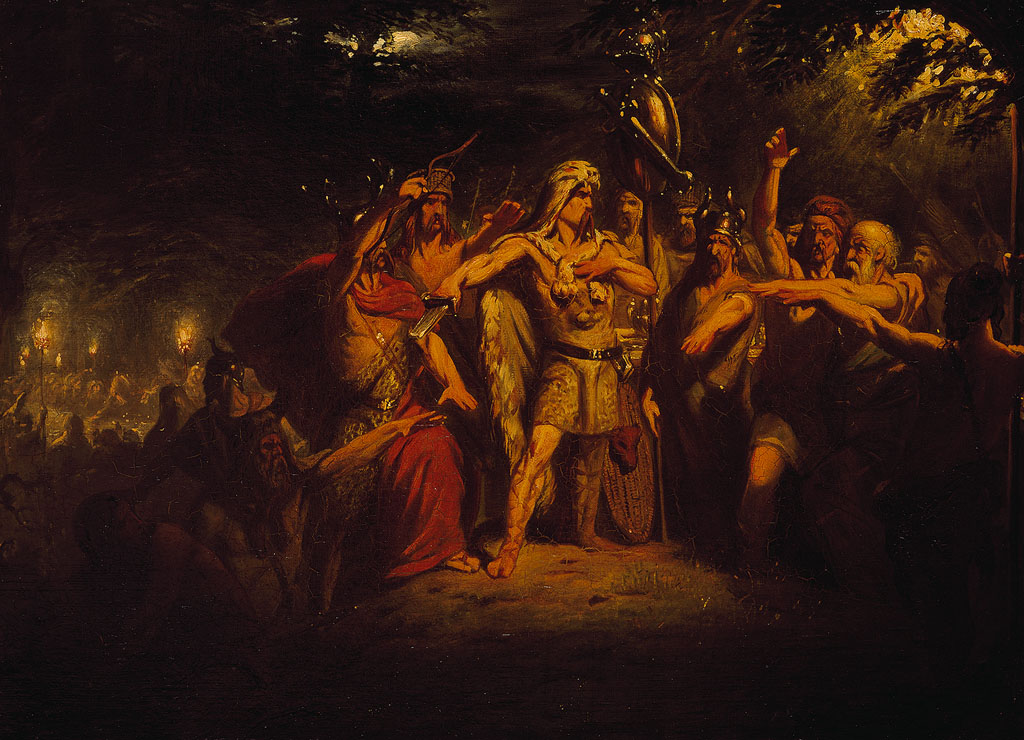
Claudius Civilis spoort de Batavieren tot opstand aan, Barend Wijnveld, 1835

Civilis besloot daarbij handig gebruik te maken van een opstand die kort daarvoor was uitgebroken onder de Cananefaten gesteund door de ten noorden van de Rijn levende Frisii. Onder leiding van de Cananefaat Brinno verwoestten zij twee Romeinse kampen (waarschijnlijk bij het huidige Katwijk en Valkenburg) en zetten openlijk de jacht op Romeinen in. Civilis besloot zich te verbinden aan de opstand.
De eerste slag vond plaats bij het huidige Arnhem. Deze ging gelijk op tot de Tungri, Germaanse hulptroepen in dienst van de Romeinen, overliepen naar de opstandelingen. De Romeinen verloren de strijd, waarop bevelhebber Flaccus – door Tacitus consequent neergezet als een volslagen incompetente militair -  besloot veel sterkere eenheden naar het gebied te sturen. Vanuit Vetera (het huidige Xanten in Duitsland) vertrokken twee legioenen met hulptroepen: in totaal zo'n 6000 man. Bij het huidige Nijmegen kwam het tot een veldslag. Opnieuw werden de Romeinen geconfronteerd met deserterende hulptroepen en zij werden weer verslagen. De resten van het leger trokken zich weer terug op Vetera.
Formeel was het Bataafse grondgebied nu vrij en Civilis had een enorm prestige gekregen. Bovendien waren de kansen op daadwerkelijke onafhankelijkheid van de Bataven reëel. Vespasianus had Civilis al eerder gevraagd om een opstand te ontketenen om op die manier de macht van Vitellius te verzwakken. Nu Civilis aan dit verzoek had voldaan, verwachtten de Bataven dat Vespasianus niet onwelwillend zou staan tegenover een afscheiding van de Bataven. Gezien de situatie op dat moment had dat een juiste analyse kunnen zijn, maar Civilis besloot Vetera aan te vallen. In september 69 begon de belegering.
De Bataven en hun bondgenoten waren in de meerderheid maar een eerste poging om Vetera te bestormen mislukte. Ook een poging om belegeringsgeschut te maken mislukte – volgens Tacitus wegens gebrek aan de nodige technische kennis. Toen werd besloten de vesting uit te hongeren. Civilis had echter een belangrijke  tegenslag toen Bataafse hulptroepen werden verslagen in de slag bij Krefeld (december, 69). De Romeinen waren nu in staat om het belegerde Vetera te hulp te komen. De situatie veranderde echter toen generaal Flaccus door zijn eigen soldaten vermoord werd.
In Vetera waren de soldaten inmiddels gedwongen om zich te voeden met paarden, muilezels en gras. Het was duidelijk dat de zaak ten einde liep en in maart 70 werd de overgave aangeboden. Het kamp werd geplunderd en veel van de belegerden werden omgebracht. Commandant Munius Lupercus werd als geschenk naar de profetes Veleda gezonden. Het “geschenk” bereikte haar echter nooit omdat Lupercus werd omgebracht. Civilis zette nu zijn hoofdkwartier op in Keulen. De Bataven waren de machtigste stam van Noordwest Europa geworden.

### Romeinse tegenaanval

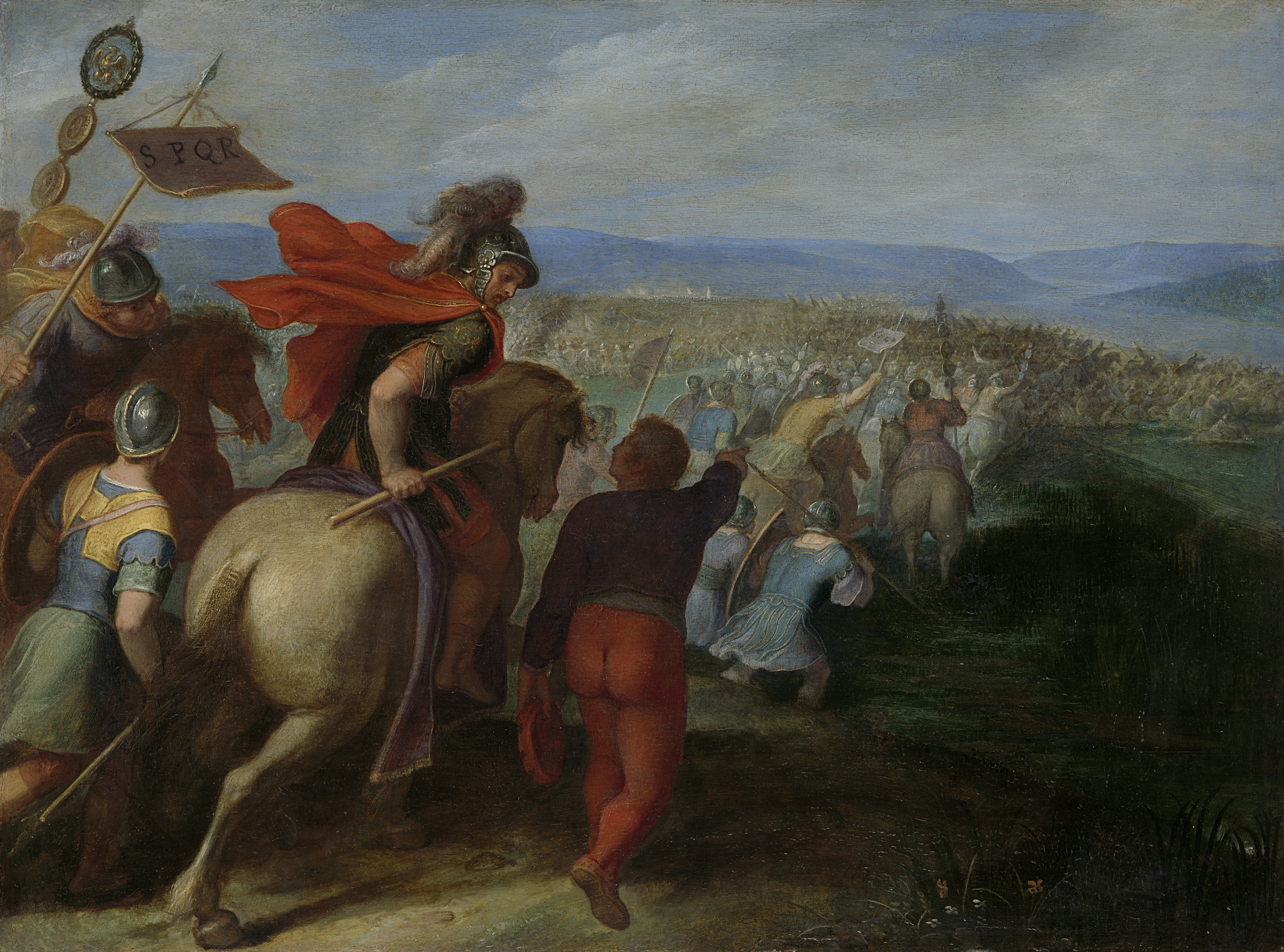
De Romeinen onder Cerialis verslaan Claudius Civilis door het verraad van een Bataaf, Otto van Veen, tussen 1600 en 1613, paneel, Rijksmuseum

De Romeinen konden dit natuurlijk niet op zich laten zitten en stuurden een legermacht onder leiding van Quintus Petillius Cerialis naar het noorden. Zonder veel moeite nam hij Trier in. Een nachtelijke verrassingsaanval van de opstandelingen op Trier werd afgeslagen en vanaf nu hadden de Romeinen de bovenhand in de strijd. Op hetzelfde moment werd bekend dat Keulen zichzelf had bevrijd en daarbij de bezettende troepen van Civilis had uitgemoord. Ook naderde een Romeinse vloot de Noordzeekust waardoor Civilis zich gedwongen zag zich terug te trekken naar het thuisland van de Bataven. Hij slaagde er echter in Vetera opnieuw te bezetten en hier ontstond een type oorlogsvoering die de Nederlanders later zouden gebruiken in hun Hollandse Waterlinie: het onder water zetten van land. Een Bataafse overloper toonde Cerialis 'de rug van de vijand'. Uitkomst van de strijd was dat Vetera verloren ging voor Civilis, die zich terugtrok in de Betuwe. De opstand was hiermee nog allerminst voorbij.
Op een en dezelfde dag viel Civilis op vier plaatsen aan: Kleef, Nijmegen, Rossum en Heerewaarden. Het vlaggenschip van Cerialis werd op een nacht buitgemaakt, maar Cerialis verbleef waarschijnlijk die nacht juist bij een Ubische dame. Het schip werd Veleda cadeau gedaan. Civilis vormde een vloot en trok zich terug achter de Waal.  
Cerialis besloot vervolgens het kernland van de Bataven aan te vallen en plunderde wat nu de Betuwe is. Hij liet Civilis' huizen en akkers daarbij intact. Het was herfst en extreem nat. Verplettering van de legioenen was volgens Tacitus mogelijk geweest, maar Civilis koos anders. Enige dagen later gaf Civilis zich over. Het verslag van Tacitus stopt op het  moment dat Civilis onderhandelt (bij de resten van de brug over de Nabalia) over zijn overgave. Wat er daarna gebeurde is dus niet bekend, maar het lijkt zeker dat het oude verbond tussen Romeinen en Bataven werd hersteld. Over het verdere leven van Civilis is niets bekend, maar gezien het lot van andere opstandelingen, zoals Vercingetorix kan dat weleens kort geweest zijn. Anderzijds was de 
opstand van de Bataven een reactie geweest op de onrusten die waren ontstaan vanuit het Vierkeizerjaar. Afgevraagd kan worden of de nieuwe keizer 
Vespasianus zat te wachten op nieuw kwaad bloed binnen het Rijngebied door Civilis zwaar te laten straffen. Het is meer voor de hand liggend dat Vespasianus 
baat had bij herstelde orde door tegemoet te komen richting de Bataven dat deze wederom vrijgesteld zouden worden van het betalen van belastingen in ruil voor het 
leveren van Bataafse jonge mannen voor het Romeinse leger. Het is mogelijk dat Vespasianus gratie heeft verleend aan Civilis. Het is niet ondenkbaar dat Julius Civilis zijn resterende leven in ballingschap heeft doorgebracht. 
Het resultaat van de Bataafse opstand was dat Legio X Gemina zich in Ulpia Noviomagus Batavorum vestigde. 
In 69 trok het legioen uit Hispania naar Germania Inferior om na de Opstand van de Bataven de Bataven in de gaten te houden en oproerige sentimenten in die kiem 
te smoren. Het verbleef van 71 tot 103 bij Ulpia Noviomagus Batavorum in de vesting die Legio II Adiutrix had gebouwd. Later blijkt uit meerdere bronnen dat de Bataven 
wederom als betrouwbare bondgenoten werden gezien.

## Herinnering
De reputatie van Civilis leefde echter voort in de cultuur. Ten tijde van het Humanisme ontstond opnieuw belangstelling voor Civilis en in de Republiek werden de Bataven als voorouders van de Hollanders beschouwd. Vondel schreef in 1663 het treurspel Batavische Gebroeders, Of Onderdrukte Vryheit: een ode aan Civilis, die in een vergelijkbare situatie strijd had geleverd met een overheerser, net zoals  Willem van Oranje dat deed in zijn tijd, een eeuw voordat Vondels stuk ontstond. Het schilderij De Eed van Claudius Civilis (Barend Wijnveld, 1850) heeft hetzelfde thema, maar voordien, in 1661/1662, had Rembrandt al het schilderij De samenzwering van de Bataven onder Claudius Civilis aan het onderwerp gewijd; ook Ferdinand Bol (ca. 1658) schilderde Civilis, maar dan in onderhandeling met de Romeinen. Vóór Rembrandt schilderde Otto van Veen, de leermeester van Rubens, tussen 1600 en 1613 een serie over de Bataafse Opstand op panelen.
Deze vermeende verbondenheid tussen Nederland en de Bataven leefde later nog voort in namen als Batavia (de hoofdstad van Nederlands-Indië) en de Bataafse Republiek (in de Franse tijd). De Bataafse Opstand overschaduwde de herinnering aan de eerdere Friese Opstand in het jaar 28.

## Primaire bron
- Historiae, Publius Cornelius Tacitus